# In the Enchanted Garden
In the Enchanted Garden là album đầu tay của nghệ sĩ piano New Age người Mỹ Kevin Kern. Cũng như những album thành công của ông, đây là một album của các bản nhạc cụ. Album được phát hành và 27 tháng 2 năm 1996.

## Danh sách nhạc
Tất cả sáng tác đều của Kevin Kern.
1. "Through the Arbor" – 3:45
2. "Sundial Dreams" – 4:46
3. "The Enchanted Garden" – 6:54
4. "Butterfly" – 2:52
5. "Straw Hats" – 4:14
6. "Another Realm" – 5:02
7. "Water Lilies" – 4:17
8. "Fairy Wings" – 4:30
9. "Paper Clouds" – 3:07
10. "After the Rain" – 4:10

## Nghệ sĩ tham gia
- Kevin Kern – dương cầm, keyboard, nhà sản xuất
- Jeff Linsky – guitar
- Terence Yallop – Chỉ đạo sản xuất